# دیرک کروسنبرگ
دیرک کروسنبرگ (انگلیسی: Dirk Krüssenberg؛ زادهٔ ۲۹ سپتامبر ۱۹۴۵) بازیکن فوتبال اهل آلمان است.
از باشگاه‌هایی که در آن بازی کرده‌است می‌توان به باشگاه فوتبال گروتر فورث و باشگاه فوتبال فورتونا دوسلدورف اشاره کرد.